# Hà Nội T&T FC
T&T Hà Nội este un club vietnamez de fotbal, cu sediul în Hanoi. Echipa evoluează în V-League.